# Oscar Pelletier
Oscar Pelletier (né le 3 mai 1862 à Québec et décédé le 28 mars 1943) est un officier militaire canadien-français.

## Biographie

### Enfance et études

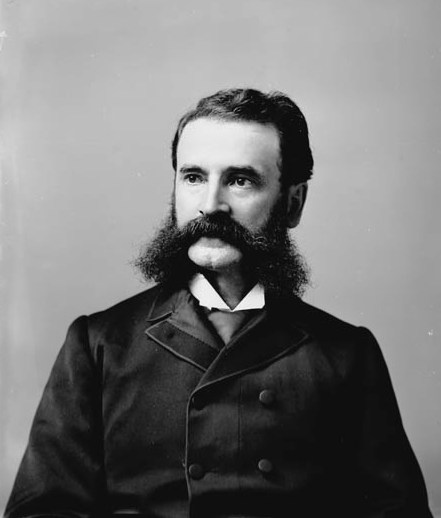
Charles-Alphonse-Pantaléon Pelletier, père d'Oscar Pelletier qui fut notamment président du Sénat du Canada et lieutenant-gouverneur du Québec

Oscar Charles Casgrain Pelletier est né à Québec au Québec le 3 mai 1862, mais il fut élevé à Rivière-Ouelle par sa grande-mère maternelle puisque sa mère décéda lors de sa naissance. Son père, Charles-Alphonse-Pantaléon Pelletier, était un avocat et un homme politique qui fut notamment élu député pour la circonscription de Kamouraska à la Chambre des communes de 1869 à 1877, puis, nommé sénateur. Il fut président du Sénat de 1896 à 1901 et lieutenant-gouverneur du Québec de 1908 à 1911. Il fut également militaire en servant en tant qu'officier au sein du 9e Bataillon des Voltigeurs de Québec pendant quelques années. Il commanda d'ailleurs ce bataillon en 1866 lors des raids féniens. Oscar Pelletier a également des aïeux dans le monde politique du côté maternel puisque son grand-père, Charles-Eusèbe Casgrain, son oncle, Charles-Eugène Casgrain, et son cousin, Thomas-Chase Casgrain, eurent tous une carrière politique. Oscar Pelletier étudia au Petit Séminaire de Québec en études classiques avant de faire ses études en droit à l'Université Laval.

### Début de la carrière militaire
En septembre 1881, il s'enrôla en tant que clairon au sein des 10th Queen's Own Canadian Hussars (en), un régiment de cavalerie de la Milice active non-permanente (en) basé à Québec. Il devint clairon-major au sein de ce régiment avant de transférer au 9e Bataillon d'infanterie des Voltigeurs de Québec en 1884 avec lequel il obtint sa commission d'officier et le grade de sous-lieutenant. En juin 1884, il fut l'un des premiers candidats à être acceptés à l'école d'infanterie de Saint-Jean où il reçut les certificats confirmant son grade de sous-lieutenant. Peu après, il fut promu lieutenant, puis, il devint l'adjudant de son bataillon. En mars 1885, il se rendit Collège militaire royal à Kingston pour suivre des cours de topographie, d'éléments du génie et d'administration militaire. Cependant, la rébellion du Nord-Ouest éclata dans l'Ouest canadien et Oscar voulait s'assurer d'y participer. 

### Rébellion du Nord-Ouest
Oscar Pelletier se joignit à la Batterie B, le détachement d'artillerie de la Milice permanente de Kingston qui, selon lui, aurait plus de chances d'être mobilisé pour l'expédition du Nord-Ouest que son bataillon de Québec. Le 27 mars 1885, la batterie fut mobilisée et Oscar fut officiellement autorisé à la rejoindre quelques heures avant son départ.  Le 28 mars, la batterie quitta la gare de Kingston en direction de Winnipeg. À partir de là, la batterie fut envoyée vers Qu'Appelle à l'ouest où elle fut rejoint par des éléments de la Batterie A de Québec. Cependant, cette dernière fut envoyée dans la colonne de Middleton vers Batoche tandis que la Batterie B fut envoyée vers Swift Current pour rejoindre la colonne du colonel Otter qui quitta Swift Current pour marcher vers Battleford le 11 avril.

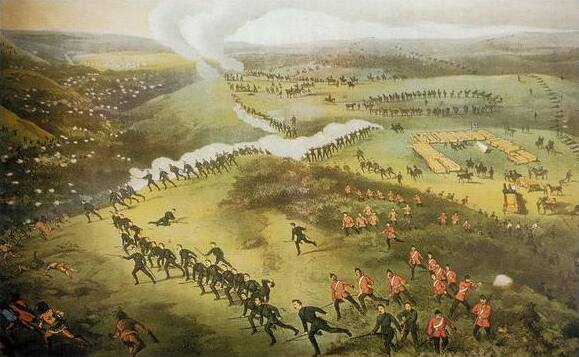
La bataille de Cut Knife

Le 1er mai, le colonel Otter envoya un groupe de reconnaissance de 325 hommes, dont Oscar Pelletier faisait partie, à Cut Knife Hill où le chef cri Poundmaker avait établi un camp. Le groupe tomba sous le feu ennemi dès son arrivée le lendemain. Oscar faisait partie du détachement d'artilleurs déployés derrière les canons en tirailleurs et en tant qu'escortes pour contrer les tentatives ennemies de s'emparer des pièces d'artillerie. C'est là qu'Oscar fut touché par une balle d'une arme de chasse à la cuisse gauche. Il fut ramené à Battleford lors du repli de la colonne de Otter. La rébellion du Nord-Ouest fut officiellement terminée le 15 mai 1885 et la Batterie B retourna à Kingston. En chemin, à Winnipeg, Oscar Pelletier rencontra ses camarades des 9e Voltigeurs de Québec et le commandant de ce régiment, le lieutenant-colonel Guillaume Amyot, lui offrit de revenir au sein de cette unité qui arriva à Québec le 21 juillet.